# 秦謹一
秦 謹一（はた きんいち、1920年（大正9年）5月30日 - 2006年（平成18年）8月17日）は、日本の工学者。北海道工業大学名誉教授・北海道大学名誉教授である。徳島県徳島市出身。

## 略歴
- 1920年5月30日、徳島県徳島市に生まれる。
- 1945年 北海道帝国大学工学部機械工学科卒業
- 1947年 北海道帝国大学大学院工学研究科機械工学専攻修士課程修了
- 1948年 北海道大学工学部副手
- 1949年 文部教官任命、同大学工学部勤務。
- 1953年 同講師
- 1956年 7月:同助教授。10月:北海道大学退職、防衛大学校助教授
- 1962年 工学博士（北海道大学、学位論文『短直方柱並に矩形厚板に関する三次元弾性問題の基礎的研究』）
- 1963年 防衛大学校教授
- 1966年 同大学校退官、北海道大学工学部教授
- 1979年 日本機械学会北海道支部長（1980年まで）
- 1984年 北海道大学を停年退職、北海道大学名誉教授。その後、北海道工業大学工学部教授
- 1986年 同大学学生部長（兼任）
- 1992年 3月:同大学定年退職、4月:北海道工業大学名誉教授
- 1994年 勲三等旭日中綬章
- 2006年 8月17日午前2時15分、入院先の恵庭第一病院で肺炎のため死去。享年86。